# 김동오 (법조인)
김동오(金東旿, 1957년 2월 20일 ~ )는 인천지방법원에서 법원장을 역임한 대한민국의 법관이다.

## 생애
1957년 2월 20일 서울에서 출생하였고 경기고등학교 졸업을 거쳐 1981년 서울대학교 법학과에서 학사 학위 취득한 김동오는 1982년 제24회 사법시험에 합격하여 1984년 제14기 사법연수원을 수료했다. 사법연수원을 수료한 뒤 1987년 미국 미시간대 로스쿨에서 법학석사 학위를 받고 미국 뉴욕주 변호사 시험에 합격했다. 같은 해 1987년 광주지방법원 판사에 임용되었다. 법원행정처 송무심의관과 헌법재판소 헌법연구관을 지낼 때를 제외하고 서울지방법원, 서울고등법원에서 재직하다 2001년에 창원지방법원 부장판사에 임명되었으며 2005년 서울중앙지방법원, 2012년 서울고등법원, 2014년 4월 서울고등법원으로 전보되어 부장판사로 재직하였으며 서울고등법원에서 수석부장판사로 재직하던 2014년 8월에 법원장으로 승진하여 인천지방법원 법원장을 역임하면서 제30대 인천광역시선거관리위원회 위원장을 겸직하다 2017년 2월에 서울고등법원 부장판사로 복귀하여 재판을 하였다.
2018년 3월 부장판사급 이상 고위 공직자 재산 신고에서 24억1101만원인 평균보다 월등히 많은 187억3410만원의 재산을 신고했던 김동오는 배우자와 자녀의 임대 소득 등으로 재산이 1년 사이에 30억1912만원이 늘었다.

## 주요 판결
- 서울중앙지방법원 형사합의25부 재판장으로 재직하던 2007년 4월 16일에 일심회를 구성해 북한을 찬양하는 등의 활동을 하다 국가보안법 위반으로 구속된 피고인들에 대해 "일심회는 자체 강령·규율 등이 없었던 점, 장씨를 제외한 나머지는 서로 같은 조직 구성원인지도 모르고, 일심회라는 조직의 명칭도 몰랐던 점 등에 비춰 일정한 위계 및 분담 등의 체계를 갖춘 결합체라고 보기 어렵다”며 이적단체 구성 부분에 대해서는 무죄를 선고하면서  징역 9 ~ 4년 자격정지 9 ~ 4년을 각각 선고했다.[2]
- 서울고등법원 형사2부 재판장으로 재직하던 2014년 2월 6일에 정치자금법 위반 혐의로 기소된 윤진식 의원에 대한 항소심 선고공판에서 "윤진식 의원이 혐의를 부인하고 있는 만큼 유동천 전 제일저축은행장의 진술이 합리적 의심을 배제할 만한 것인지 살펴봐야 한다"며 "1988년 이후 연락과 만남이 없던 윤진식을 2008년 만나 정치자금을 줬다는 진술을 수긍하기 어렵다"는 이유로 징역 6월 집행유예 1년을 선고한 원심을 깨고 무죄를 선고했다.[3]